# Цапли
Ца́пли (лат. Ardea) — род крупных (80—100 см и выше) птиц семейства цаплевых. Эти птицы живут вдоль заболоченных территорий, где их добычей становится рыба, лягушки и другие водные животные. Еду цапли могут добывать как клювом, так и ногами.
Большинство видов этих широко распространённых во всём мире птиц гнездится колониями на деревьях, строя там большие гнёзда из прутьев. Живущие в северных регионах птицы, такие как серая, большая голубая и рыжая цапли на зиму перелетают на юг, хотя первые два вида делают это только в случае замерзания воды. На территории России гнездятся цапли серая, большая белая и рыжая, а также на самом юге приморского края и самом юге сахалинской области изредка залетает средняя белая цапля.
Настоящие цапли представляют собой мощных птиц с длинными конусообразными клювами, длинными шеями и длинными лапами. У большинства видов на затылке имеется хорошо различимый пучок перьев, заходящий назад. Охотятся они, неподвижно стоя в воде или подкрадываясь к жертве на мелководье, а затем хватая её быстрым рывком. В полёте они медлительны, при этом втягивают голову на себя — это отличает их от других водных птиц — журавлей, аистов и колпиц.

## Классификация
В состав рода включают 16 видов:
- Ardea pacifica — Белошейная цапля
- Большая белая цапля (Ardea alba)
- Ardea brachyrhyncha
- Средняя белая цапля (Ardea intermedia)
- Ardea plumifera
- Египетская цапля (Ardea ibis)
- Ardea coromanda
- Серая цапля (Ardea cinerea)
- Большая голубая цапля (Ardea herodias)
- Южноамериканская цапля (Ardea cocoi)
- Рыжая цапля (Ardea purpurea)
- Мадагаскарская цапля (Ardea humbloti)
- Белобрюхая цапля (Ardea insignis)
- Малайская серая цапля (Ardea sumatrana)
- Черношейная цапля (Ardea melanocephala)
- Исполинская цапля (Ardea goliath)

## Название
Слово Ardea, избранное Линнеем для родового названия, по-латыни означает «цапля».
В славянских языках название птицы созвучно: укр. чапля, болг. чапла, пол. czapla, серб. чапља, словац. caplja, макед. чапја и так далее. Все эти слова происходят от общеславянской основы «ча́пать» со значениями «хватать, идти, цепляя землю, семенить». Птица названа либо благодаря своей семенящей неуклюжей походке, либо по способу добычи пищи. Вероятно, форма с начальным ч является исходной, современное русское «цапля» объясняется влиянием северорусского цокания. В прошлом в русском языке цаплю называли «ца́пля», «ча́пля» и «чепу́ра», что отражено в Толковом словаре В. И. Даля (в нём слово цапля выводится от слова «цапать»).